# 道の駅ひない
道の駅ひない（みちのえき ひない）は、秋田県大館市比内町扇田にある国道285号の道の駅である。愛称は比内鶏の里。

## 概要
愛称の比内鶏の里のとおり、大館市比内町は比内鶏（比内地鶏）の産地で、施設内では比内地鶏や比内地鶏の卵を使った総菜、デザートなどの関連製品を取り扱い、レストランでは比内地鶏の各メニューがある。

## 施設
- 駐車場
  - 普通車：42台
  - 大型車：5台
  - 身障者用：3台
- トイレ
  - 男：大 6器（2器）、小 10器（4器）
  - 女：11器（5器）
  - 身障者用：2器（1器）

※（）内は、24時間利用可能
- 公衆電話：1台
- 情報提供コーナー
- プルミエ比内（観光案内・特産品の案内・農産物直売所など）
- レストラン「れすとらん比内どり」[1]（11:00 - 20:00）
- 直売・軽食コーナー「とっと館」（9:00 - 18:00）

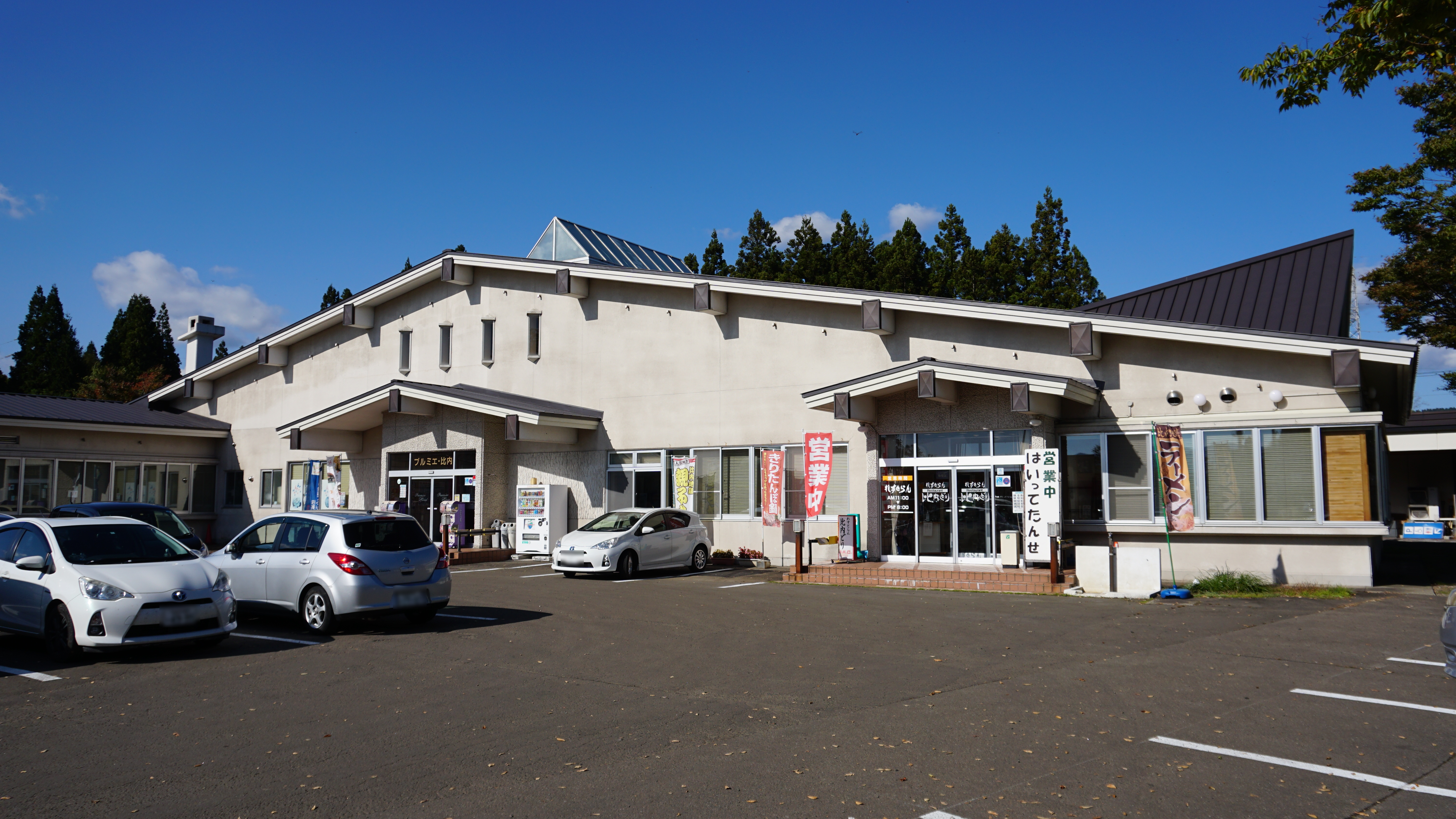
プルミエ比内
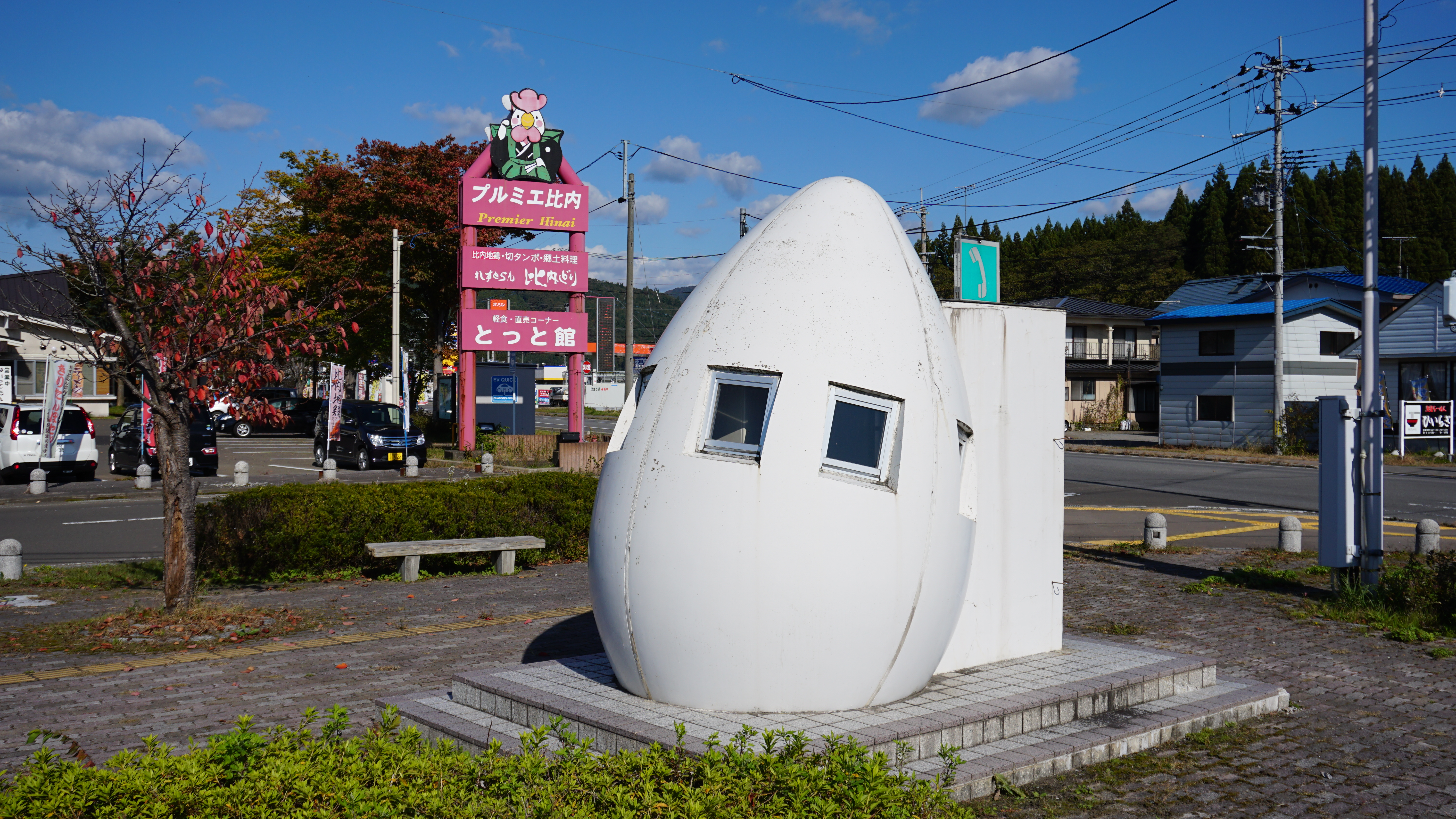
電話ボックス

## 休館日
- 12月31日 - 1月2日
- 軽食・直売：木曜日
- レストラン：月曜日

## アクセス
- 国道285号 - 登録路線

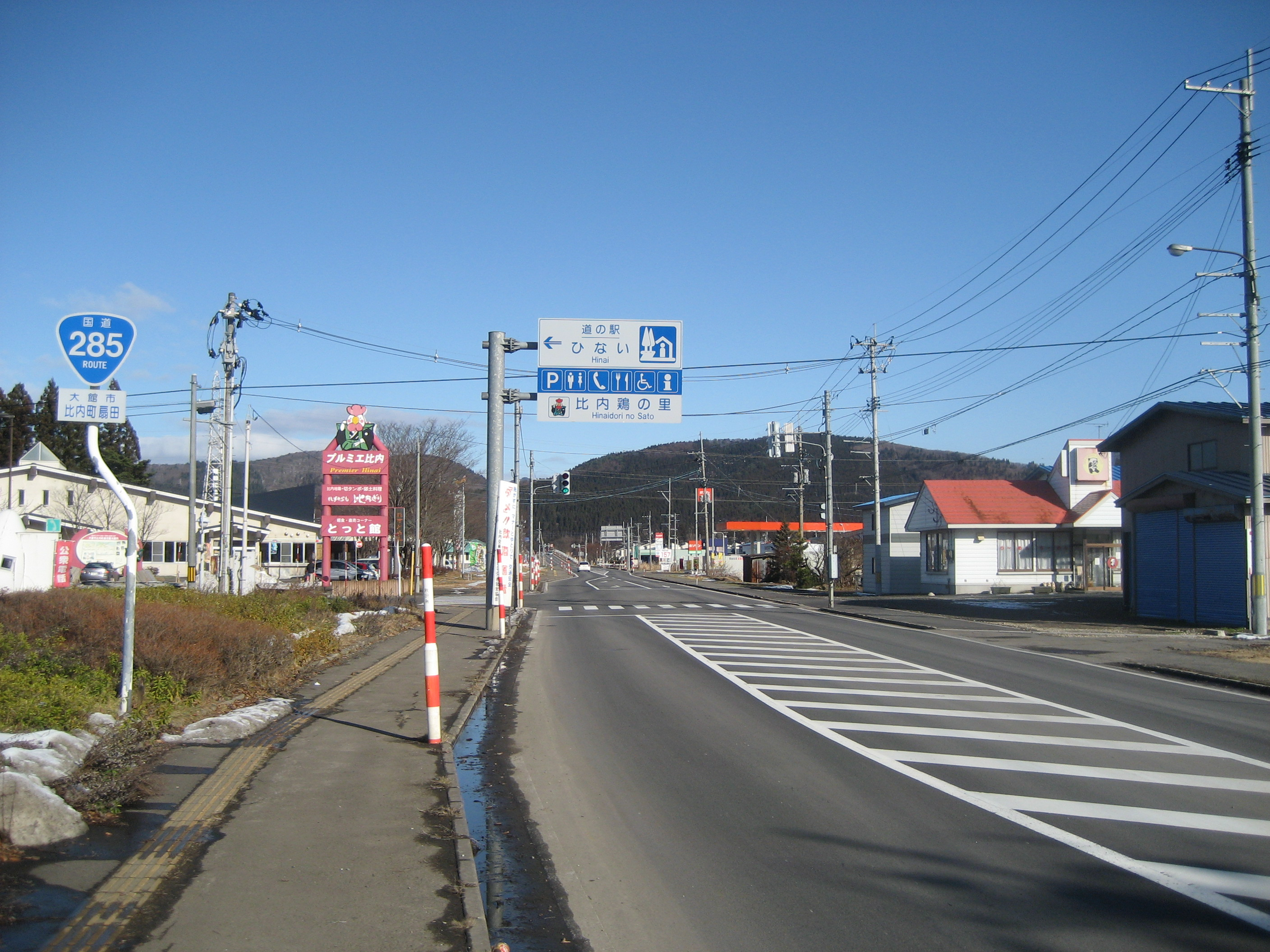
道の駅の標識

- 秋田県道22号比内大葛鹿角線起点から300 m

### バス路線
- 路線バス 扇田長岡下・比内総合支所前バス停から約200 m
  - 大谷線 : 大館駅 - 市立病院前 - 鳳鳴高校前 - 扇田病院前 - 比内総合支所 - 大葛 - 大谷
  - 中野線 : 大館駅 - 市立病院前 - たつみ町 - 扇田病院前 - 比内総合支所 - 中野
  - 弥助線 : 大館駅 - 市立病院前 - たつみ町 - 比内総合支所 - 弥助

## 周辺
- 大館市比内総合支所
- 大館市立比内グラウンド（1月最終土曜・日曜日に開催される比内とりの市の会場）